# ラグドール物理
ラグドール物理（ラグドールぶつり、英語: ragdoll physics）とは、ビデオゲームなどで使われる物理法則。

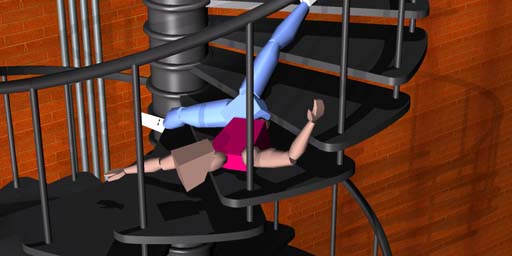
ラグドール物理の例

## 概要
主にビデオゲームにおいて、死亡したり気絶したりしたキャラクターの人体に適用される。人体をラグドール、すなわちスケルタルアニメーションシステムにおけるボーンに紐付け、互いに拘束関係となり動きが制約された剛体の集合とみなす。ボーンの拘束がラグドールの関節部のモーションに影響し、ある程度リアルな人体らしさが得られる。
それまでのゲームでは、キャラクターの人体に対して事前に用意されたモーションを適用して動かす程度しかできなかったが、ハードのスペックが向上し、人体に対して限定的ながらもリアルタイムで物理シミュレーションが行なえるようになった。「ラグドール」とはぬいぐるみの意味で、関節部のみ考慮されて骨格筋は考慮されない人体をぬいぐるみに例えたものであり、関節が変な方向に曲がったりキャラがあらぬ方向に吹っ飛んだりなど、しばしば実際の人体ではありえないコミカルな動きをする。
格闘ゲームでキャラが倒された時に適用されるのがラグドール物理の解りやすい例である。ファーストパーソンシューティングの敵キャラで、生きている時は事前に設定されたモーションを適用し、倒されて死体となって地面に崩れ落ちた後はラグドール物理によるモーションに切り替わるのもよくあるパターンである。レーシングゲームで吹っ飛んだドライバーにラグドール物理が適用される『FlatOut』というゲームもある。ちなみにラグドール物理が史上初めて使われたゲームは『Jurassic Park: Trespasser』（1998年）であるが、ゲームとしての出来が非常に悪かったこともあってあまり良い評価は受けなかった。
2000年代末頃からはラグドール物理に筋肉や神経などを考慮して生体運動力学的なアプローチを取り入れたNaturalMotion社のEuphoriaなどの物理エンジンが登場したため、従来はリアルさを出すために事前に手作業で設定したモーションが適用されていたような場面でも、リアルタイム生成のラグドール物理を使用するようなゲームも出ている。この技術は『Grand Theft Auto IV』や『Max Payne 3』などでも使われている。

## レイティングへの対応
コンピュータゲームの中には、特定の国で発売する際、その国のレイティング機関からラグドール物理の削除を求められることがある。例えば、F.E.A.R.2など複数のゲームがドイツで販売される際、ソフトウェア事前審査機構から申請を受け、ラグドール物理をカットした。
また、コンピュータゲームによってはオプションでラグドール物理を使うかどうか切り替えることができる物もある。例えば、『コール オブ デューティ4 モダン・ウォーフェア』日本語版は、オプションでラグドール物理をオフにすることもできる。

## 参照
1. ↑  Wyckoff, Richard (1999年5月14日). “Postmortem: DreamWorks Interactive's Trespasser”. Game Developer
2. ↑  http://www.schnittberichte.com/index.php
3. ↑  “最新3Dゲームグラフィックスオプションで知るパフォーマンスチューニングとグラフィックテクノロジー”.   4Gamer.net (2008年2月9日). 2014年3月23日閲覧。